# Починки (деревня, Москва)
Починки — деревня в Троицком административном округе Москвы (до 1 июля 2012 года в составе Подольского района Московской области). Входит в состав поселения Клёновское.

## Население
| 1859 | 1890 | 1899 | 1926 | 2002 | 2006 | 2010 |
| ---- | ---- | ---- | ---- | ---- | ---- | ---- |
| 181  | ↘138 | ↘111 | ↗141 | ↘6   | ↘4   | ↗12  |

Согласно Всероссийской переписи, в 2002 году в деревне проживало 6 человек (3 мужчин и 3 женщины). По данным на 2005 год в деревне проживало 4 человека.

## География
Деревня Починки расположена в юго-восточной части Троицкого административного округа, примерно в 58 км к юго-западу от центра города Москвы.
В 4 км северо-западнее деревни проходит Варшавское шоссе, в 13 км к востоку — Симферопольское шоссе М2, в 8 км к северо-востоку — Московское малое кольцо А107, в 7 км к югу — Большое кольцо Московской железной дороги. Рядом с деревней Починки протекает река Моча.
К деревне приписано три садоводческих товарищества (СНТ). Связана автобусным сообщением с городом Подольском. Ближайшие населённые пункты — село Клёново и деревня Мешково.

## История
В «Списке населённых мест» 1862 года — владельческая деревня 1-го стана Подольского уезда Московской губернии по левую сторону Московско-Варшавского шоссе, из Подольска в Малоярославец, в 20 верстах от уездного города и 10 верстах от становой квартиры, при колодце, с 19 дворами и 181 жителем (68 мужчин, 113 женщин).
По данным на 1899 год — деревня Клёновской волости Подольского уезда с 111 жителями.
В 1913 году — 22 двора.
По материалам Всесоюзной переписи населения 1926 года — деревня Давыдовского сельсовета Клёновской волости Подольского уезда в 3,2 км от Варшавского шоссе и 11,7 км от станции Столбовая Курской железной дороги, проживал 141 житель (61 мужчина, 80 женщин), насчитывалось 28 крестьянских хозяйств.
1929—1963, 1965—2012 гг. — населённый пункт в составе Подольского района Московской области.
1963—1965 годы — в составе Ленинского укрупнённого сельского района Московской области.
С 2012 г. — в составе города Москвы.